# William Rufus Shafter
William Rufus Shafter (16 tháng 10 năm 1835 – 12 tháng 11 năm 1906) là một sĩ quan Quân đội Liên Bang miền Bắc trong Nội chiến Hoa Kỳ nhận được huân chương cao quý nhất của quân đội Hoa Kỳ, Huy chương danh dự, vì thành tích của ông trong Trận Fair Oaks. Shafter also played a prominent part as a major general in the Chiến tranh Tây Ban Nha-Hoa Kỳ. Pháo đài Shafter, Hawaii, được đặt tên vinh danh ông cũng như thành phố Shafter, California và thị trấn ma Shafter, Texas. Ông có biệt danh là Pecos Bill.

## Thiếu thời
Shafter sinh ra ở Galesburg, Michigan vào ngày 16 tháng 10 năm 1835. Trước nội chiến, ông làm nghề giáo viên và nông dân trong nhiều năm.

## Nội chiến và các chiến dịch Da Đỏ
Shafter phục vụ với cấp bậc Trung úy bậc 1 trong Trung đoàn Bộ binh Tình nguyện Michigan số 7 thuộc Quân đội Liên bang Miền Bắc tại các trận đánh Ball's Bluff và Fair Oaks. Ông bị thương tại Trận Fair Oaks và sau đó được nhận Huy chương Danh dự vì hành động anh hùng khi chiến đấu. Ông chỉ huy một cuộc tấn công vào ngày đầu tiên của trận đánh và bị thương vào lúc gần cuối ngày. Ngày 22 tháng 8 năm 1862 ông được điều khỏi hoạt động tình nguyện chuyển sang chiến trường với tư cách thiếu tá tại Trung đoàn Bộ binh Tình nguyện Michigan 19. Ông bị bắt tại Trận Đồn Thompson và trải qua 3 tháng trong nhà tù Liên minh Miền Nam. Vào tháng 4 năm 1864 sau khi được thả, ông được bổ nhiệm làm đại tá của Trung đoàn 17 thuộc Trung đoàn Da màu Hoa Kỳ và chỉ huy đơn vị này tại Trận Nashville.
Vào cuối cuộc chiến, ông được thăng làm brevet Chuẩn tướng của những người tình nguyện. Ông công tác trong dân quân cho đến cuối cuộc chiến. Khi tham gia vào Chiến tranh Da Đỏ, ông có được biệt danh "Pecos Bill". Ông chỉ huy sư đoàn 24 bộ binh, và Trung đoàn Da màu Hoa Kỳ, trong những chiến dịch chống lại những tộc người da đỏ Cheyenne, Comanche, Kickapoo và Kiowa ở Texas. Trong khi đóng quân tại Pháo đài Davis, ông đã cho thi hành cuộc xét xử gây nhiều tranh cãi đối với trung úy bậc nhì Henry Flipper, học viên da đen đầu tiên tốt nghiệp từ trường West Point. Tháng 5, 1897 ông được bổ nhiệm làm a Trung tướng.

## Chiến tranh Tây Ban Nha-Hoa Kỳ
Ngay trước khi nổ ra chiến tranh Tây Ban Nha-Hoa Kỳ, Shafter là chỉ huy của Quân khu California. Shafter khó có thể được chọn làm chỉ huy cho một cuộc viễn chinh đến Cuba. Vì lý do ông đã 62 tuổi nặng hơn 300 pound và đang bị căn bệnh gout hành hạ. Tuy nhiên, ông được thăng làm Thiếu tướng của Quân đoàn Tình nguyện và chỉ huy Quân đoàn Lục quân 5 đóng ở Tampa, Florida. Một lý do mà ông được chọn làm chỉ huy vì ông không có tham vọng chính trị.
Ngay từ ban đầu cuộc viễn chinh, Shafter đã chủ ý duy trì sự quản lý lỏng lẻo quân đội, bắt đầu bằng một cuộc đổ bộ không có trật tự tại Daiquiri trên bờ biển phía nam Cuba. Thứ tự đổ bộ và điều lệnh rơi vào tình trạng lộn xộn. Khi Tướng Sumner từ chối cho Khẩu đội Súng Gatling - vốn được ưu tiên - đổ bộ từ tàu Cherokee để triển khai trên bộ, do vị trung úy chỉ huy khẩu đội này không có lệnh ưu tiên, Shafter đã phải đích thân can thiệp, ông trở về tàu chính bằng thuyền hơi nước để trực tiếp yêu cầu triển khai súng Gatling ngay lập tức.
Khi đổ quân, Shafter đã cử Sư đoàn Kỵ binh thuộc Quân đoàn 5 do Joseph Wheeler chỉ huy nhằm thám thính con đường đi đến Santiago de Cuba. Tuy nhiên Wheeler đã bất tuân lệnh ông và leo thang một cuộc đụng độ với quân địch thành Trận đánh Las Guasimas. Sau đó Shafter thậm chí không biết được trận đánh đang diễn ra vì ông không nói gì với Wheeler sau khi trận đánh diễn ra.
Một kế hoạc tác chiến được lập ra nhằm tấn công Santiago. Shafter cử Sư đoàn 1 (tại thời điểm đó, số thứ tự các lữ đoàn và sư đoàn trong các quân đoàn trường trùng lặp) tấn công vào El Caney trong khi Sư đoàn 2 và Sư đoàn Kỵ binh sẽ tấn công điểm cao phía nam El Caney có tên là Đồi San Juan. Ban đầu, Shafter dự định sẽ chỉ huy lực lượng của mình ngay tại tiền tuyến, nhưng ông không chịu đựng được cái nóng nhiệt đới nên đành phải ở lại tổng hành dinh nằm xa chiến trường. Do không thể quan sát chiến trường một cách trực tiếp, ông không thể ra những mệnh lệnh chỉ huy kịp thời. Kế hoạch phản công của Shafter quá đơn giản và cực kỳ mơ hồ. Ông dường như không nhận thức hoặc không quan tâm đến sức mạnh của những công nghệ vũ khí mà người Tây Ban Nha đang có. Thêm vào đó, những nỗ thu thập tin tức tình báo về vị trí và vũ khí quân đich lại hết sức ít ỏi, mặc dù ông có những nguồn lực sẵn có, bao gồm những báo cáo trinh sát từ lực lượng nổi dậy Cuba cũng như gián điệp người Cuba trong hàng ngũ Tây Ban Nha.
Trong cuộc tấn công vội vã vào El Caney và cao điểm San Juan, lực lượng Hoa Kỳ đã tập trung di chuyển theo những con đường sẵn có và do đó không thể dàn trận để phân tán quân số, dẫn đến việc họ bị tổn thất nặng dưới hỏa lực Tây Ban Nha. Về tương quan vũ khí, lính Tây Ban Nha được trang bị súng trường dùng thuốc súng không khói nạp đạn liên tục và pháo nạp đạn từ phía sau, trong khi các đơn vị pháo binh Hoa Kỳ chỉ có pháo tầm ngắn và dùng thuốc súng đen khiến họ không thể bắn trả hiệu quả. Các cuộc đợt tấn công dũng cảm nhưng thiếu tổ chức và không được phối hợp gây thêm nhiều tổn thất cho phía Mỹ. Sau khi mất khoảng 1,400, và được yểm trợ bởi một khẩu đội Súng Gatling, lính Mỹ đã chiếm được cả hai điểm cao El Caney và San Juan.
Nhiệm vụ tiếp theo của Shafter là phong tỏa và bao vây thành phố Santiago cùng với đồn lính của nó. Tuy nhiên, tổn thất lớn của quân đội Hoa Kỳ tại trận đánh vừa diễn ra được báo cáo cho tổng hành dinh của Shafter tại Sevilla (do căn bệnh gout và thể chất ông không cho phép ông có mặt ở tiền tuyến). Thương vong của binh lính không chỉ là những con số báo cáo, mà còn được cảm nhận thực tế qua những "xe thịt" chở những người bị thương và sắp chết đến bệnh viện. Chứng kiến cảnh đó, Shafter trở nên chùng bước trong quyết tâm đánh bại người Tây Ban Nha tại Santiago. Ông nhận thức được tình thế khó khăn của quân mình, nhưng do thiếu tinh tức trinh sát nên ông không biết được thảm cảnh của quân Tây Ban Nha bên trong thành phố Santiago bị bao vây. Shafter cho rằng hải quân chưa hỗ trợ đúng mức để giải tỏa áp lực cho lực lượng của mình. Đồ tiếp tế không thể chuyển tới tiền tuyến khiến cho quân lính trong tình trạng thiếu thốn, đặc biệt là khẩu phần ăn. Bản thân Shafter thì bị bệnh tật hành hạ. Với tất cả yếu tố trên, Shafter đã gửi những báo cáo khẩn thiết về Washington. Ông đề nghị quân đội nên hủy cuộc tấn công trong ngày, lui quân 5 dặm về nơi an toàn hơn và từ bỏ những vị trí chiếm được. May mắn thay, tại thời điểm báo cáo về tới Washington, Shafter đã đổi quyết định, và tiến hành bao vây Santiago sau khi yêu cầu lực lượng Tây Ban Nha tại đây đầu hàng. Nhờ chiến thắng của Hải quân Hoa Kỳ tại Trận Santiago de Cuba, do Đô Đốc William T. Sampson và Winfield Scott Schley, số phận của quân Tây Ban Nha tại Santiago được định đoạt. Ngay sau đó, chỉ huy Tây Ban Nha đã chấp nhận đầu hàng.

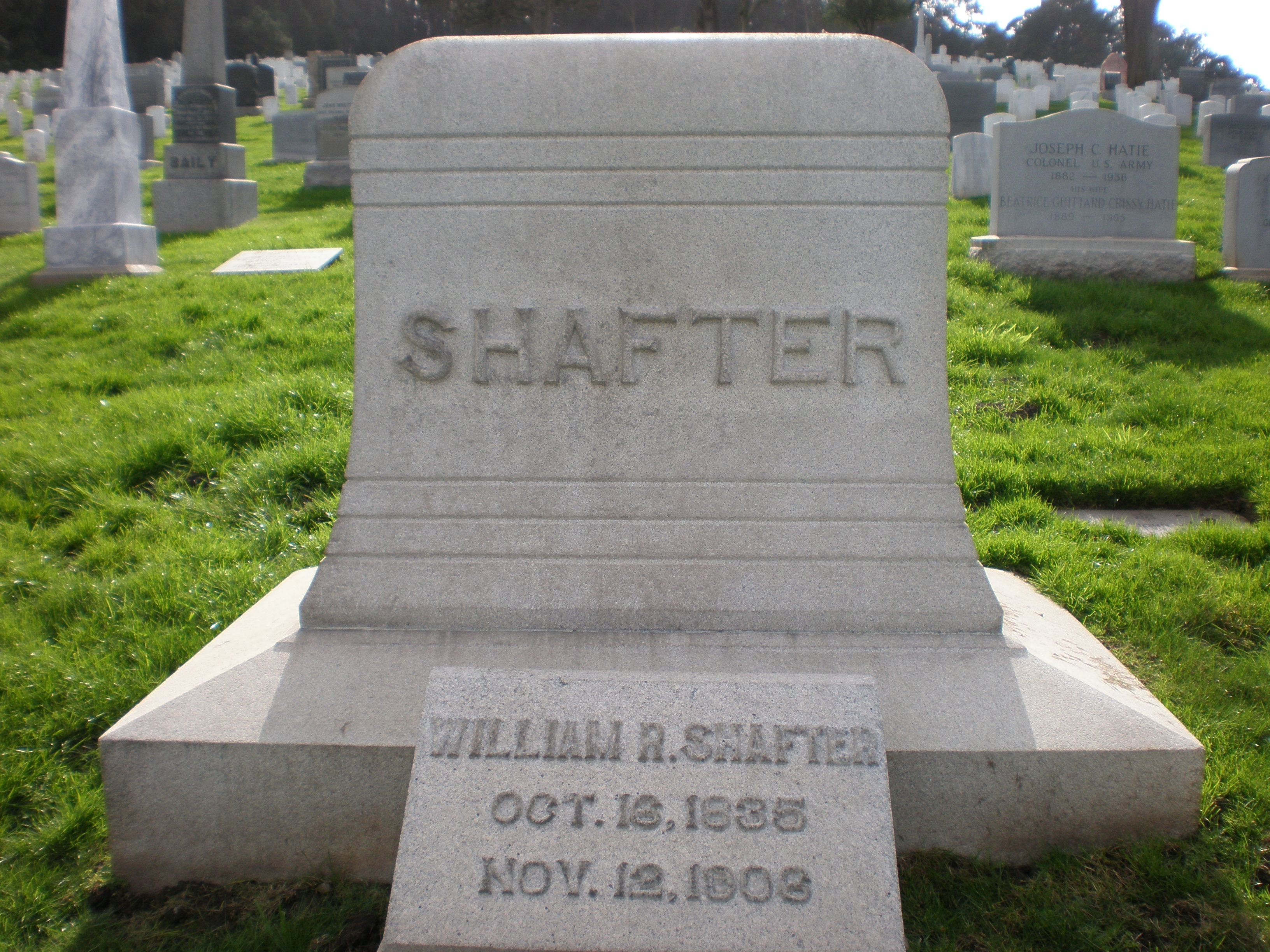
Shafter's headstone at San Francisco National Cemetery

## Sự nghiệp sau chiến tranh và nghỉ hưu
Do những bệnh tật hành hạ tại Cuba, Shafter và những sĩ quan của ông yêu cầu rút nhanh khỏi Cuba. Shafter rời Cuba vào tháng 9 năm 1898, và sau đó sống cách ly ở Trại Wikoff, Shafter trở về chỉ huy Quân khu California. Ông thấy trước được những kó khăn về hậu cần của cuộc chiến ở Philippines. Tháng 1, 1900, Shafter đưa ra lời khuyên về cuộc chiến ở Philippines: "Kế hoạch của tôi là sẽ giải giáp tất cả người thổ dân Philippine, ngay cả khi tôi phải giết hết phân nửa bọn họ để làm điều đó. Sau đó tôi sẽ cho số còn lại một chế độ công lý hoàn hảo."
Shafter là một thành viên của Military Order of the Loyal Legion of the United States, Military Order of Foreign Wars và Sons of the American Revolution.
Shafter nghỉ hưu năm 1901 và đến sống tại nông trại rộng 60 mẫu Anh (24 ha), sát bên đất của con gái ông tại Bakersfield, California. Ông mất năm 1906 và được chôn cất tại Nghĩa trang Quốc gia San Francisco.

## Trong văn hóa đại chúng
Shafter được Rodger Boyce phác họa trong bộ phim Rough Riders công chiếu năm 1997. Shafter is also known for having one of the highest Bacon Numbers around. As of November 2016, it is at 7.

## Huy chương danh dự
Cấp bậc và Đơn vị:
Trung úy bậc 1, Đại đội I, Sư đoàn 7 Michigan. Nơi chốn và ngày: Tại Fair Oaks, Va., ngày 31 tháng 5 năm 1862. Entered Service At: Galesburg, Mich. Birth: Kalamazoo, Mich. Ngày trao: ngày 12 tháng 6 năm 1895.
Vinh danh
Trung úy Shafter đã nhận nhiêm vụ xây cầu và sau đó tham gia vào chiến đấu ở một chiến trường dàn trải khiến đơn vị ông mất 18 trong 22 người. Khi đến gần trận đánh, ngựa của ông bị bắn và ông bị thương nghiêm trọng. Tuy nhiên, ông vẫn tiếp tục trụ lại chiến trường che giấu vết thương để chiến đấu với quân địch ngày tiếp theo. Và không muốn bị đưa về hậu phương, ông vẫn không để cho ai biết mình bị thương cho đến khi một vết thương khác khiến ông không thể chiến đấu.

## Vinh danh
- Medal of Honor
- Civil War Campaign Medal
- Indian Campaign Medal
- Spanish Campaign Medal